# Justine Brasseur
Justine Brasseur (sinh ngày 10 tháng 7 năm 2001) là một vận động viên trượt băng nghệ thuật đôi người Canada. Cùng với người đồng đội cũ, Mark Bardei, cô ấy là người giành huy chương đồng tại CS Warsaw Cup 2019.
Năm 2016, cô đã đứng thứ bảy tại Giải vô địch trẻ thế giới với người đồng đội cũ Mathieu Ostiguy.

## Tiểu sử
Justine Brasseur sinh ngày 10 tháng 7 năm 2001 tại LaSalle, Quebec. Cô là cháu gái của nhà vô địch trượt băng nghệ thuật đôi thế giới năm 1993 Isabelle Brasseur.

## Sự nghiệp

### Những năm đầu
Brasseur bắt đầu học trượt băng vào năm 2003.
Cô đã hợp tác với Mathieu Ostiguy vào tháng 5 năm 2014. Cặp đôi này đã đứng thứ tư tại Thế vận hội Giới trẻ 2016 ở Hamar, Na Uy, và hạng bảy tại World Junior Figure Skating Championships 2016 ở Debrecen, Hungary. Cặp đôi được dẫn dắt bởi Bruno Marcotte, Richard Gauthier, Sylvie Fullum và Julie Marcotte.
Vào tháng 9 năm 2017, Brasseur xuất hiện cùng với Mark Bardei trong danh sách tham gia một cuộc thi ở Quebec. Sau đó, họ đã rút lui khỏi sự kiện.

## Các bài trình diễn

### Với Daleman
| Mùa giải  | Bài thi ngắn                                                                                      | Bài thi tự do                                    |
| --------- | ------------------------------------------------------------------------------------------------- | ------------------------------------------------ |
| 2020–2021 | - Come Fly With Me bởi Sammy Cahn, Jimmy Van Heusen thể hiện bởi Ruelle choreo. by Julie Marcotte | - Fortitude bởi Haevn vũ đạo. của Julie Marcotte |

### Với Bardei
| Mùa giải  | Bài thi ngắn                                          | Bài thi tự do |
| --------- | ----------------------------------------------------- | --- |
| 2018–2020 | - Way Down We Go bởi Kaleo vũ đạo. của Julie Marcotte | - Il etait une fois le diable của Ennio Morricone thể hiện bởi Angèle Dubeau & La Pietà vũ đạo. của Julie Marcotte |

### Với Ostiguy
| Mùa giải  | Bài thi ngắn                                            | Bài thi tự do                                                                                        |
| --------- | ------------------------------------------------------- | --- |
| 2016–2017 | - Die Another Day của Madonna - Percucajon của Thompson | - Lọ Lem bởi Patrick Doyle - La Valse d'Amour - Pumpkin and Mice - Who Is She - Courage and Kindness |
| 2015–2016 | - Bernie's Tune bởi Al Caiola - Peter Gunn Mambo        | - Arabia - Aranjuez mon amour - Dona Julia                                                           |